# フレデリック・ウデア

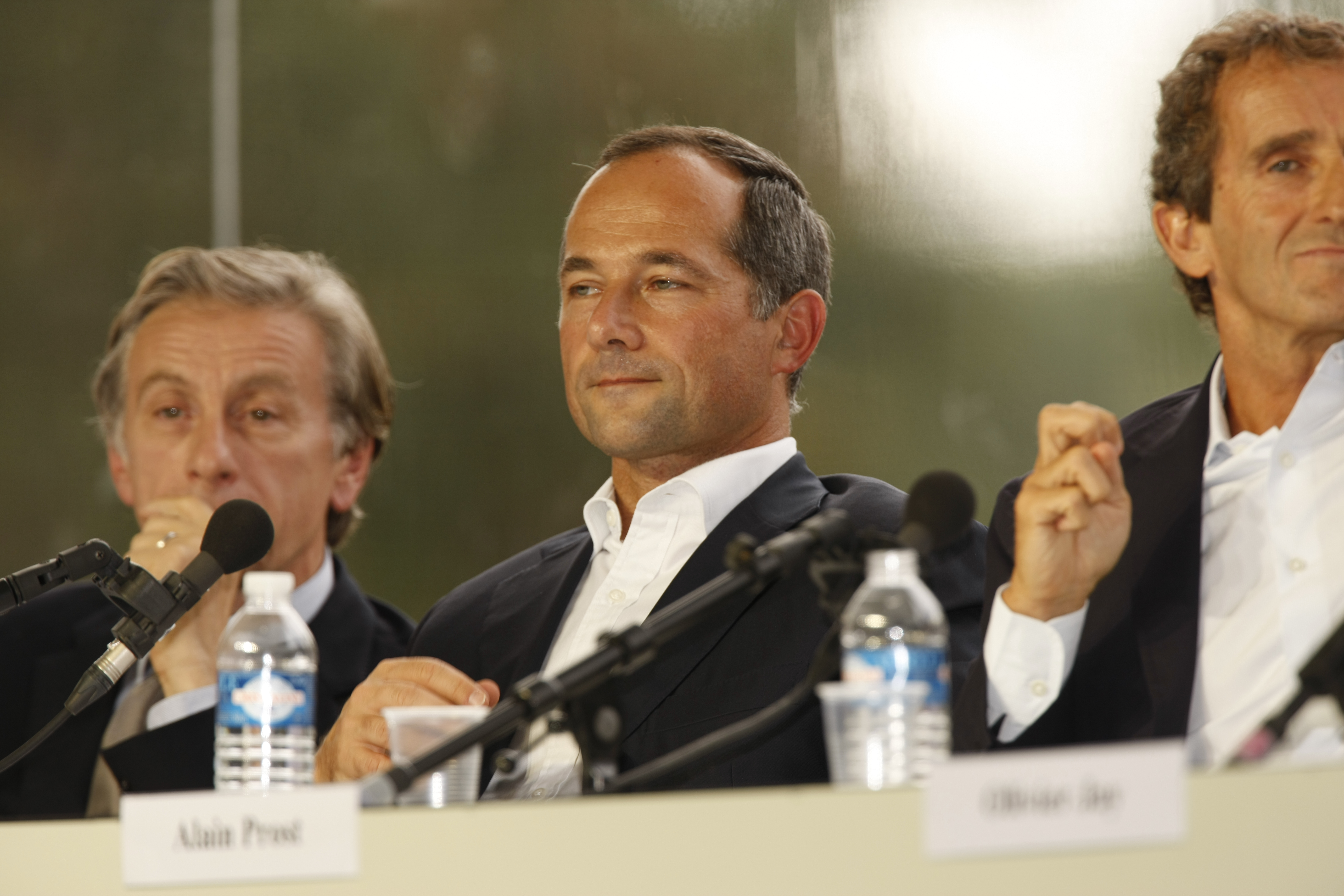
フレデリック・ウデア

フレデリック・ウデア （Frédéric Oudéa、1963年7月3日 - ）はフランスの民間銀行ソシエテ・ジェネラルの最高経営責任者(CEO)である。2015年元日から欧州銀行連合会（European Banking Federation）の会長も務めている。
ウデアはエコール・ポリテクニークの優等生であった。ウデアはダニエル・ブトン（Daniel Bouton）元会長からCEOの座を引き継いだ。その時期、ソシエテ・ジェネラルは巨額詐欺事件の只中であった。ウデアはブトン元会長が巨額損失事件の責任をとって辞任したのち、ソシエテ・ジェネラルの会長を兼任している。2009年9月、ブトン元会長は全額自腹で顧問会社DMJBを立ち上げ、ダヴィド・ド・ロチルドのロチルド・シエを最初の顧客に獲得した。
ウデアの就任後すぐ世界金融危機が襲った。ウデアはこの困難な時期に経営の腕を発揮し、業績は評価されている。またその経営手腕はグループ企業全体の業績で成果を上げている。